# Pawieł Dawydow
Pawieł Fiodorowicz Dawydow (ros. Павел Фёдорович Давыдов, ur. 4 stycznia?/17 stycznia 1902 we wsi Wierchniaja Płatowka obecnie w rejonie nowosiergiejewskim w obwodzie orenburskim, zm. 19 maja 1994 w Orsku) – radziecki podpułkownik i Bohater Związku Radzieckiego (1946).

## Życiorys
Urodził się w rodzinie chłopskiej. Skończył 7 klas, od 1924 do 1927 odbywał służbę w Armii Czerwonej. Jako strzelec 1 Turkiestańskiej Dywizji Piechoty brał udział w walkach z basmaczami w pobliżu granicy z Afganistanem, był ranny. Po zwolnieniu z armii ukończył obwodową szkołę partyjną, w 1932 został przyjęty do WKP(b), pracował jako sekretarz rejonowego komitetu partyjnego w Kuwandyku. Od lipca 1941 ponownie został powołany do armii, ukończył szkołę wojskowo-polityczną, od 12 lipca 1942 uczestniczył w wojnie z Niemcami. Jako politruk i zastępca dowódcy batalionu ds. politycznych i zastępca dowódcy pułku ds. politycznych walczył na Froncie Stalingradzkim, Dońskim, Południowo-Zachodnim, 3 Ukraińskim i 1 Białoruskim, był dwukrotnie ranny. Brał udział w bitwie pod Stalingradem i operacji Mały Saturn (1942), wyzwalaniu Czertkowa, Kramatorska, Słowiańska i wielu miejscowości obwodu charkowskiego, forsowaniu Dniepru i uchwyceniu przyczółka na południe od Dniepropietrowska (1943). Później uczestniczył w likwidacji przyczółka nikopolskiego, wyzwalaniu Nowego Bohu i Basztanki podczas operacji krzyworoskiej i bieriezniegowato-sniegiriowskiej, forsowaniu Dniestru i uchwyceniu przyczółka, operacji brzesko-lubelskiej i wyzwalaniu Łukomli, Siedlec, Lublina, Magnuszewa i forsowaniu Bugu, Wisły i walkach o zdobycie, utrzymanie i rozszerzenie przyczółka magnuszewskiego (1944), następnie w operacji wiślańsko-odrzańskiej, w tym w wyzwalaniu Łodzi i Poznania i forsowaniu Odry z uchwyceniem przyczółka kostrzyńskiego, operacji berlińskiej i walkach ulicznych w Berlinie (1945). Jako zastępca dowódcy 140 gwardyjskiego pułku piechoty ds. politycznych 47 Gwardyjskiej Dywizji Piechoty 8 Gwardyjskiej Armii Ogólnowojskowej w stopniu podpułkownika 3 lutego 1945 wraz z batalionem sforsował Odrę w rejonie Kostrzyna i uchwycił przyczółek, od 16 kwietnia 1945 brał udział w walkach o wzgórza Seelow, potem sforsował Sprewę i zdobył więzienie w Moabicie. Po wojnie był zastępcą dowódcy 63 gwardyjskiego pułku piechoty ds. politycznych w 19 Gwardyjskiej Dywizji Zmechanizowanej w Grupie Wojsk Radzieckich w Niemczech, w 1946 zwolniono go do rezerwy, później został przewodniczącym rejonowego komitetu wykonawczego w Kuwandyku, w kolejnych latach pracował w Orsku.

## Odznaczenia
- Złota Gwiazda Bohatera Związku Radzieckiego (15 maja 1946)
- Order Lenina (15 maja 1946)
- Order Czerwonego Sztandaru (14 sierpnia 1944)
- Order Wojny Ojczyźnianej I klasy (dwukrotnie, 4 lutego 1945 i 11 marca 1985)
- Order Wojny Ojczyźnianej II klasy (8 stycznia 1944)
- Order Czerwonej Gwiazdy (dwukrotnie, 20 lutego 1943 i 26 marca 1943)
- Medal „Za wyzwolenie Warszawy”
- Medal „Za zdobycie Berlina”
- Medal „Za zwycięstwo nad Niemcami w Wielkiej Wojnie Ojczyźnianej 1941–1945”
- Krzyż Walecznych (Polska Ludowa)
- Medal za Warszawę 1939–1945 (Polska Ludowa)